# Думонт (Нью-Джерсі)
Думонт (англ. Dumont) — місто (англ. borough) в США, в окрузі Берген штату Нью-Джерсі. Населення — 17 863 особи (2020).

## Географія
Думонт розташований за координатами 40°56′43″ пн. ш. 73°59′33″ зх. д. / 40.94528° пн. ш. 73.99250° зх. д. (40.945239, -73.992428).  За даними Бюро перепису населення США в 2010 році місто мало площу 5,14 км², з яких 5,14 км² — суходіл та 0,01 км² — водойми.

## Демографія
Згідно з переписом 2010 року, у селищі мешкало 17 479 осіб у 6364 домогосподарствах у складі 4679 родин. Було 6542 помешкання
Расовий склад населення:
| - 75,9 % — білих - 15,0 % — азіатів - 2,5 % — чорних або афроамериканців - 0,2 % — корінних американців - 4,1 % — осіб інших рас |

До двох чи більше рас належало 2,3 %. Частка іспаномовних становила 14,8 % від усіх жителів.
За віковим діапазоном населення розподілялося таким чином: 22,5 % — особи молодші 18 років, 62,0 % — особи у віці 18—64 років, 15,5 % — особи у віці 65 років та старші. Медіана віку мешканця становила 41,8 року. На 100 осіб жіночої статі у селищі припадало 92,5 чоловіків;  на 100 жінок у віці від 18 років та старших — 90,1 чоловіків також старших 18 років.
Середній дохід на одне домашнє господарство  становив 106 207 доларів США (медіана — 93 074), а середній дохід на одну сім'ю — 121 391 долар (медіана — 110 162). Медіана доходів становила 63 646 доларів для чоловіків та 57 272 долари для жінок. За межею бідності перебувало 3,4 % осіб, у тому числі 6,1 % дітей у віці до 18 років та 5,6 % осіб у віці 65 років та старших.
Цивільне працевлаштоване населення становило 9385 осіб. Основні галузі зайнятості: освіта, охорона здоров'я та соціальна допомога — 33,5 %, роздрібна торгівля — 10,5 %, науковці, спеціалісти, менеджери — 8,7 %, транспорт — 8,0 %.